# 1208

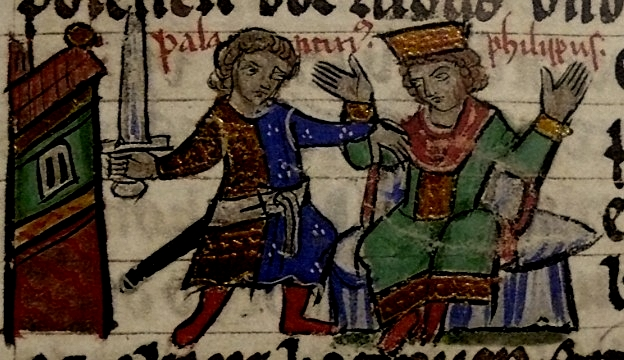
Moord op Filips van Zwaben

Het jaar 1208 is het 8e jaar in de 13e eeuw volgens de christelijke jaartelling.

## Gebeurtenissen
januari
- 15 - Na een bezoek aan graaf Raymond VI van Toulouse wordt de pauselijk legaat Pierre de Castelnau bij het oversteken van de Rhône vermoord. Paus Innocentius III beschuldigt Raymond VI van verantwoordelijkheid, gebruikt dit als aanleiding om de Albigenzenkruistocht te beginnen, onder aanvoering van Arnaud Amaury.
- 31 - Slag bij Lena: Erik Knutsson verslaat koning Sverker II van Zweden. Sverker vlucht naar Denemarken, en Erik wordt tot koning gekozen.

maart
- maart - Paus Innocentius III plaatst Engeland onder interdict.

april
- 16 - Bernardus van Quintavalle verkoopt op het San Giorgioplein in Assisi een deel van zijn bezittingen en deelt de opbrengst uit aan de armen. Vanaf dan wordt hij volgeling van Franciscus. Iets later dezelfde dag wordt Petrus Catani de tweede volgeling, en een week later Egidius van Assisi.

juli
- 21 juni - In Bamberg wordt de Rooms koning Filips van Zwaben vermoord. De troonstrijd in Duitsland is daarmee ten einde: Otto IV is onbetwist koning.

november
- 11 - Otto IV wordt opnieuw tot koning gekozen.

zonder datum
- In Noorwegen komt het tot een akkoord in de lange burgeroorlog tussen de Bagli en de Birkebeiner. De Bagli tegenkoning Filippus Simonsson geeft zijn aanspraken op de troon op, en erkent de Birkebeiner koning Inge II. Hij blijft zijn gebied regeren, maar nu als jarl onder Inge.
- De Oirats geven zich over aan Dzjengis Khan.
- Otto van La Roche, heer van Athene, noemt zichzelf hertog.
- De kathedraal Notre-Dame-de-Nazareth in Orange wordt ingewijd.
- Koning Filips II laat Johanna en Margaretha, de dochters van de overleden Boudewijn I van Constantinopel, overbrengen naar zijn hof in Parijs om ze af te schermen van anti-Franse invloeden in Vlaanderen.
- oudst bekende vermelden: Oud-Sabbinge (of 1206), Žilina

## Opvolging
- patriarch van Alexandrië (Syrisch) - Johannes XI in opvolging van Athanasius VIII
- bisdom Augsburg - Hartwig II opgevolgd door Siegfried III van Rechberg
- Forcalquier - Willem II opgevolgd door zijn kleindochter Gersindis
- Lusignan en La Marche - Hugo IX opgevolgd door zijn zoon Hugo X
- Rodez - Hugo II opgevolgd door zijn zoon Hendrik I
- Zwaben - Filips opgevolgd door koning Otto IV
- Zweden - Sverker II opgevolgd door Erik X

## Afbeeldingen

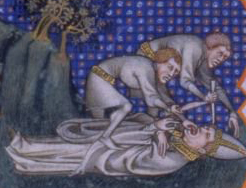
Moord op Pierre de Castelnau
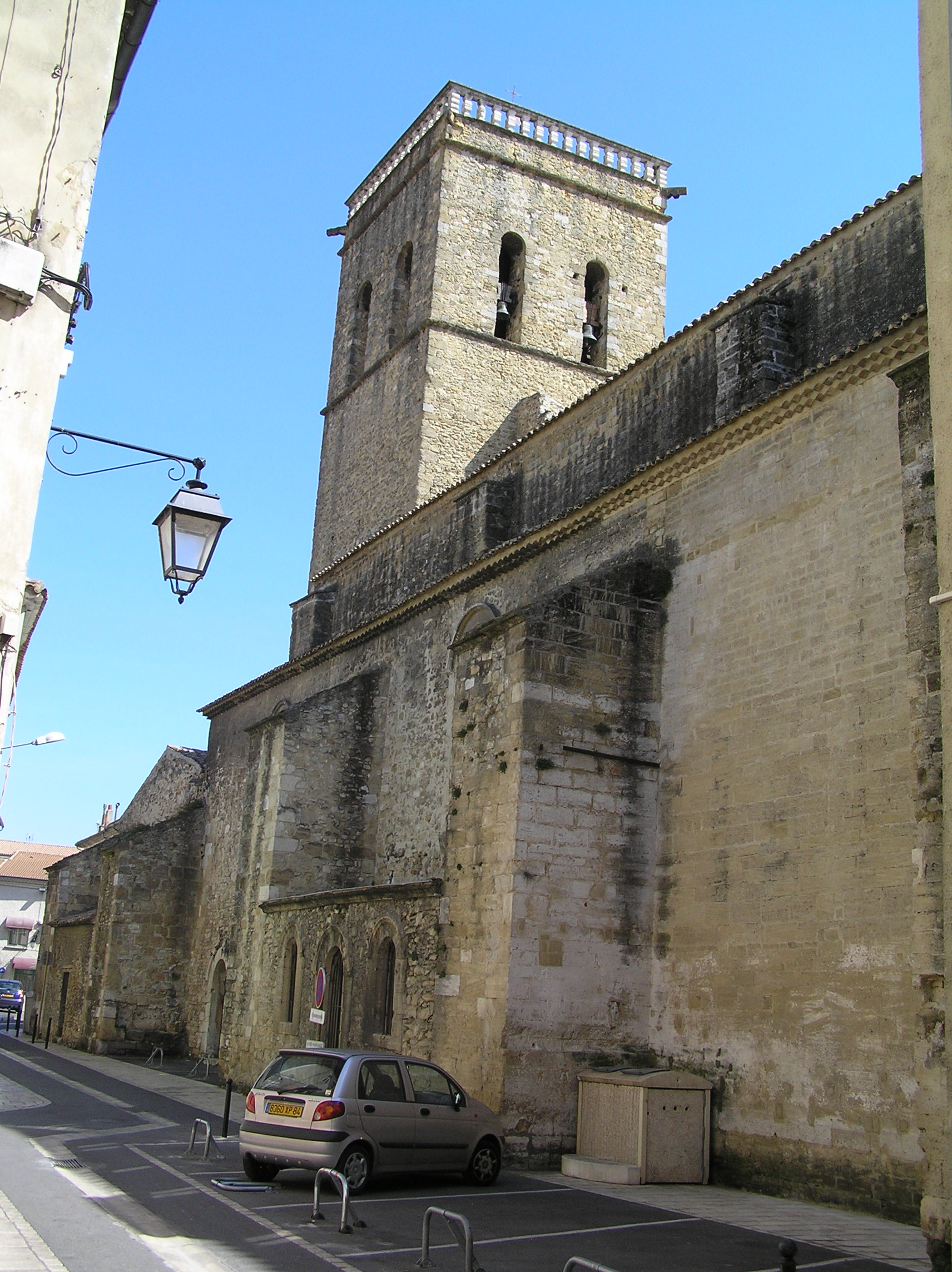
Kathedraal Notre-Dame-de-Nazareth
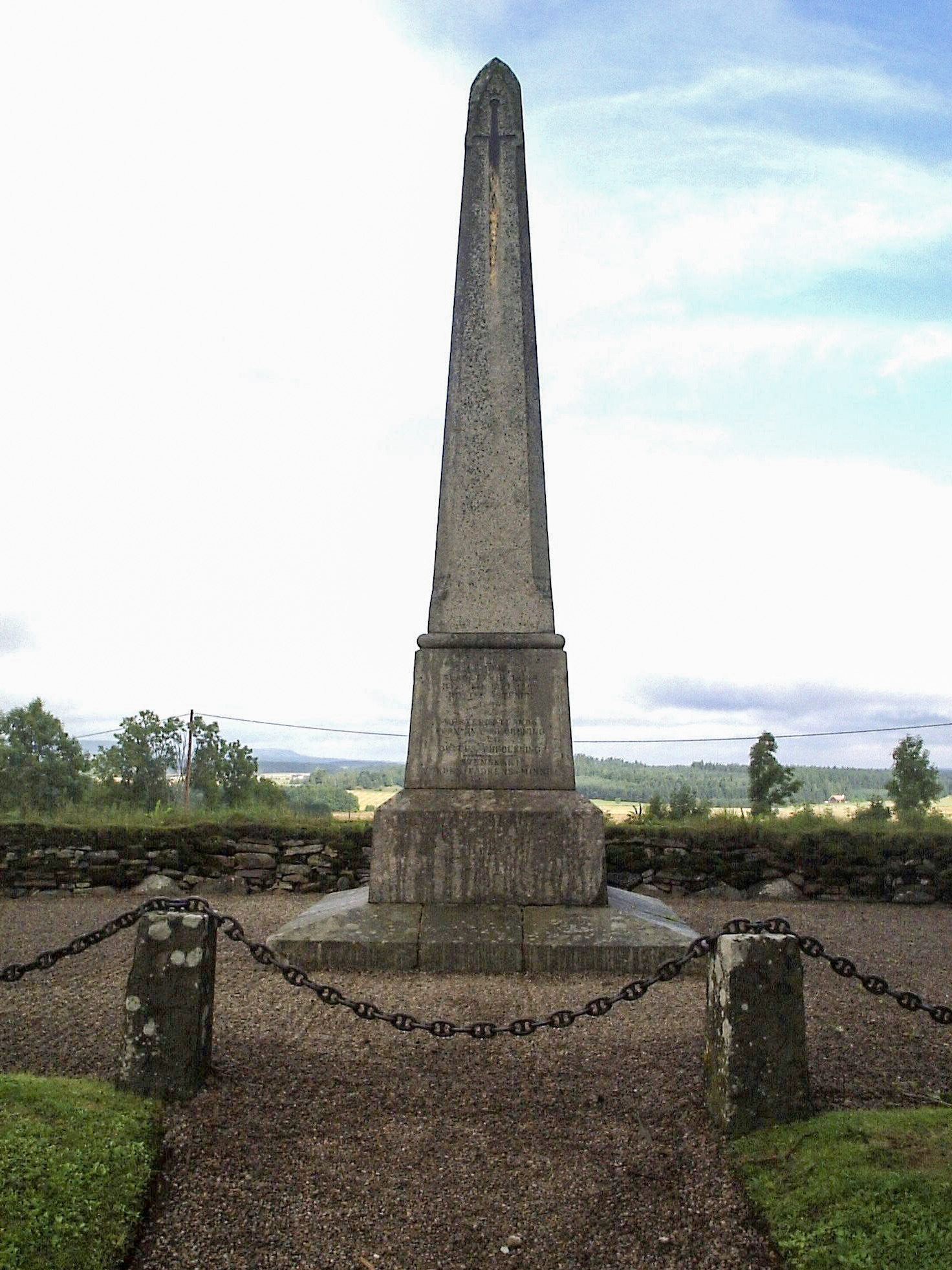
Monument voor de Slag bij Lena

## Geboren
- 2 februari - Jacobus I, koning van Aragon (1213-1276)
- Boleslaw I, hertog van Mazovië
- Ada, Hollands abdis (jaartal bij benadering)
- Sambor II, hertog van Pommerellen (jaartal bij benadering)
- Simon V van Montfort, graaf van Leicester (jaartal bij benadering)

## Overleden
- 15 januari - Pierre de Castelnau, Frans geestelijke
- 21 juni - Filips van Zwaben (30), koning van Duitsland (1198-1208)
- 27 augustus - Irena Angela, echtgenote van Filips van Zwaben
- 13 september - Wouter van Egmont, Hollands edelman
- Hugo II, graaf van Rodez
- Sancha van Castilië (~54), echtgenote van Alfons II van Aragon
- Willem, co-graaf van Rodez